# Маркольсайм
Маркольсайм (фр. Marckolsheim) — коммуна на северо-востоке Франции в регионе Гранд-Эст (бывший Эльзас — Шампань — Арденны — Лотарингия), департамент Нижний Рейн, округ Селеста-Эрстен, кантон Селеста. До марта 2015 года коммуна являлась административным центром одноимённого упразднённого кантона (округ Селеста-Эрстен).

## Географическое положение

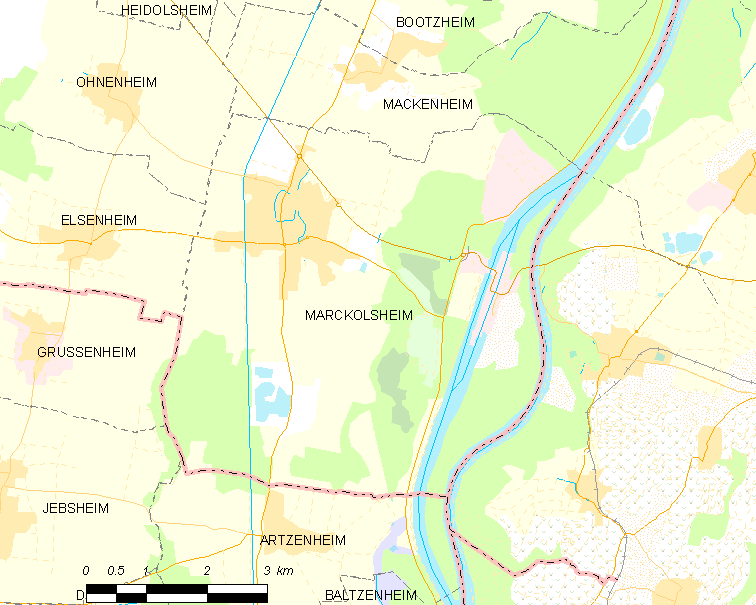
На карте

Коммуна расположена на расстоянии около 390 км на восток от Парижа и в 50 км южнее Страсбура.
Площадь коммуны — 33,36 км², население — 4130 человек (2006) с тенденцией к росту: 4177 человек (2013), плотность населения — 125,2 чел/км².

## Население
Население коммуны в 2011 году составляло 4195 человек, в 2012 году — 4171 человек, а в 2013-м — 4177 человек.
| 1962 | 1968 | 1975 | 1982 | 1990 | 1999 | 2006 | 2008 | 2011 | 2012 | 2013 |
| ---- | ---- | ---- | ---- | ---- | ---- | ---- | ---- | ---- | ---- | ---- |
| 4627 | 3228 | 2779 | 3124 | 3306 | 3614 | 4130 | 4265 | 4195 | 4171 | 4177 |

Динамика населения:

## Экономика
В 2010 году из 2761 человек трудоспособного возраста (от 15 до 64 лет) 2012 были экономически активными, 749 — неактивными (показатель активности 72,9 %, в 1999 году — 70,8 %). Из 2012 активных трудоспособных жителей работали 1705 человек (951 мужчина и 754 женщины), 307 числились безработными (126 мужчин и 181 женщина). Среди 749 трудоспособных неактивных граждан 203 были учениками либо студентами, 266 — пенсионерами, а ещё 280 — были неактивны в силу других причин.

## Достопримечательности (фотогалерея)

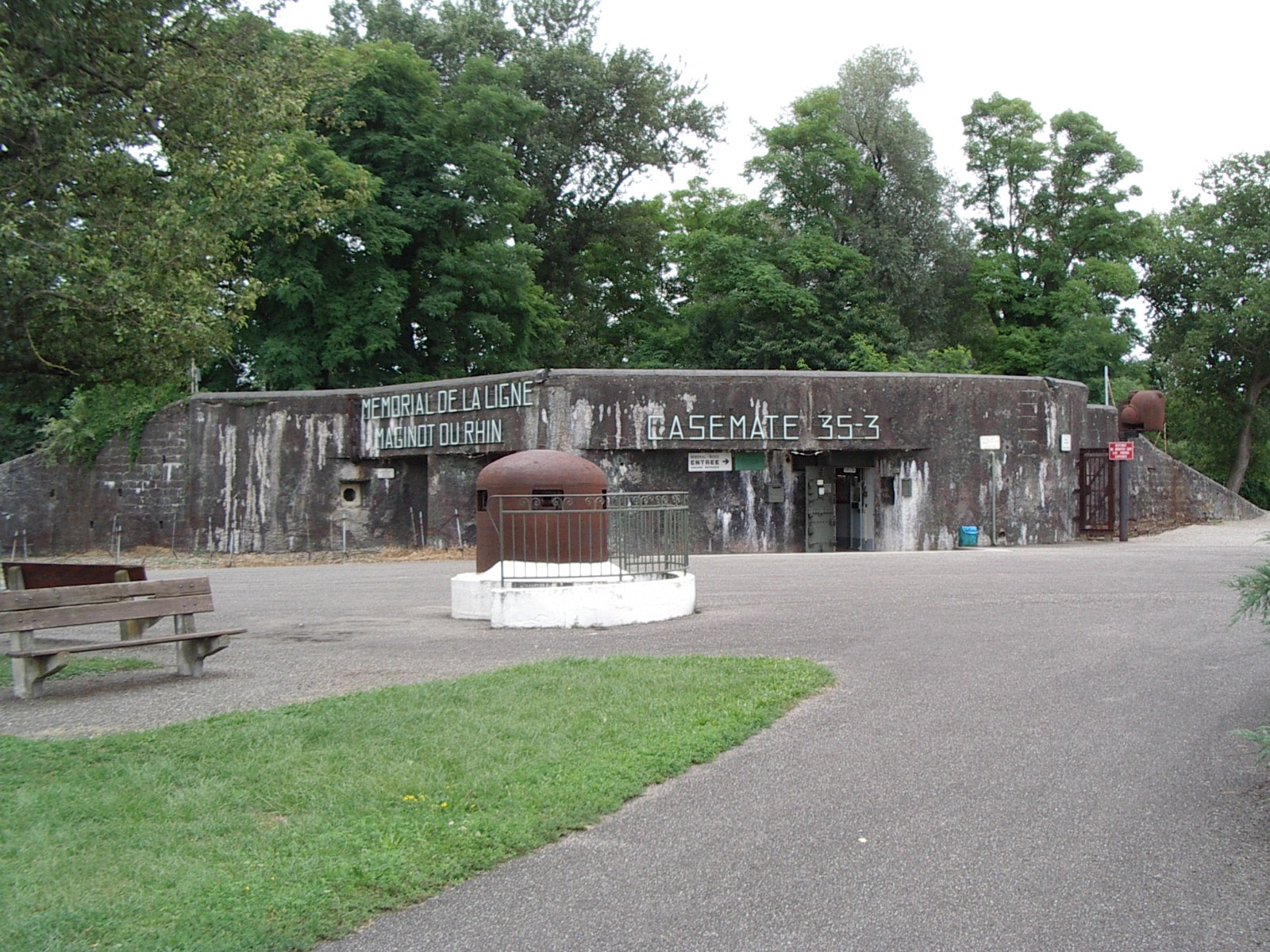
Каземат 35-3 линии Мажино
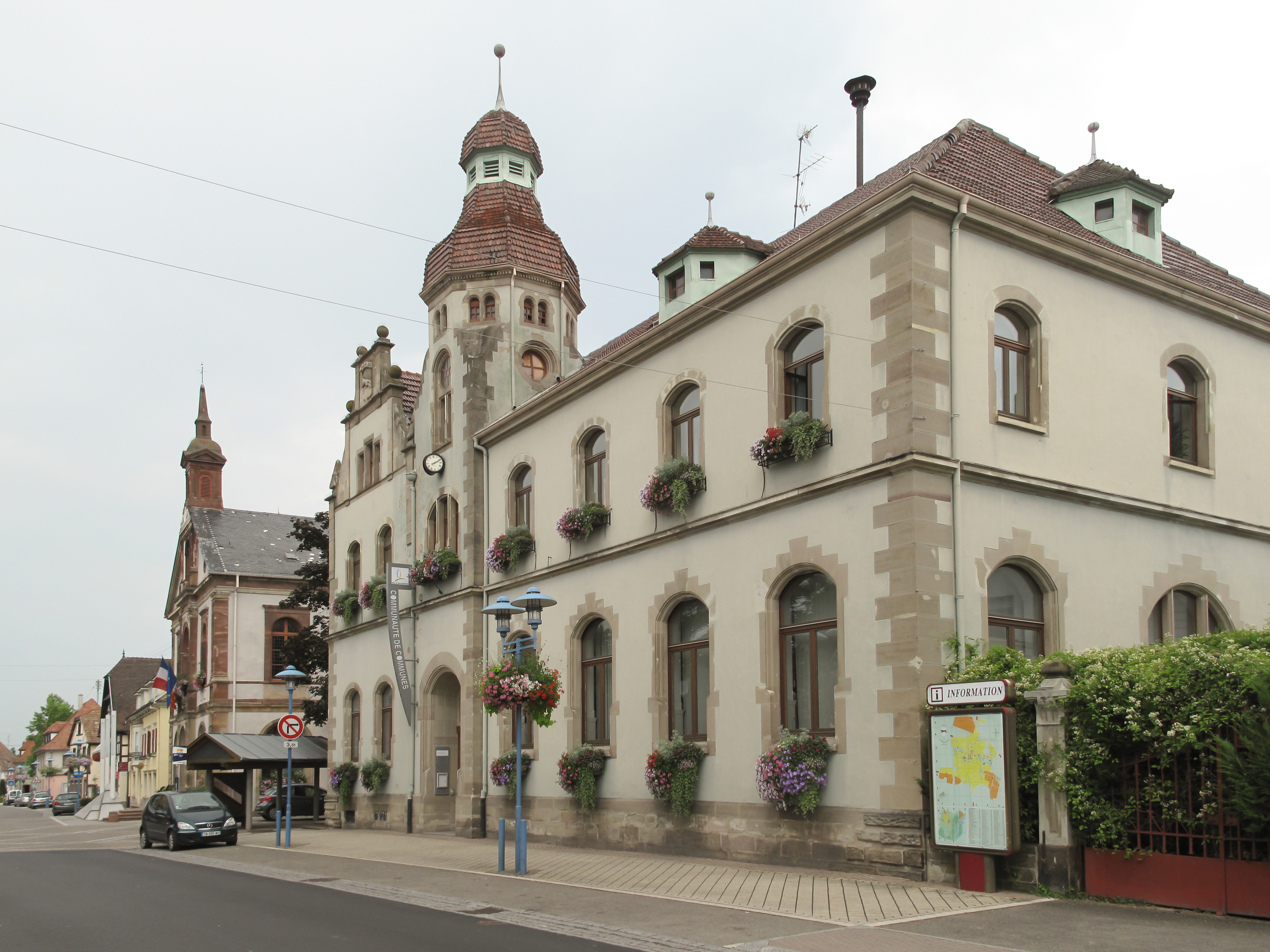
В окрестностях мэрии
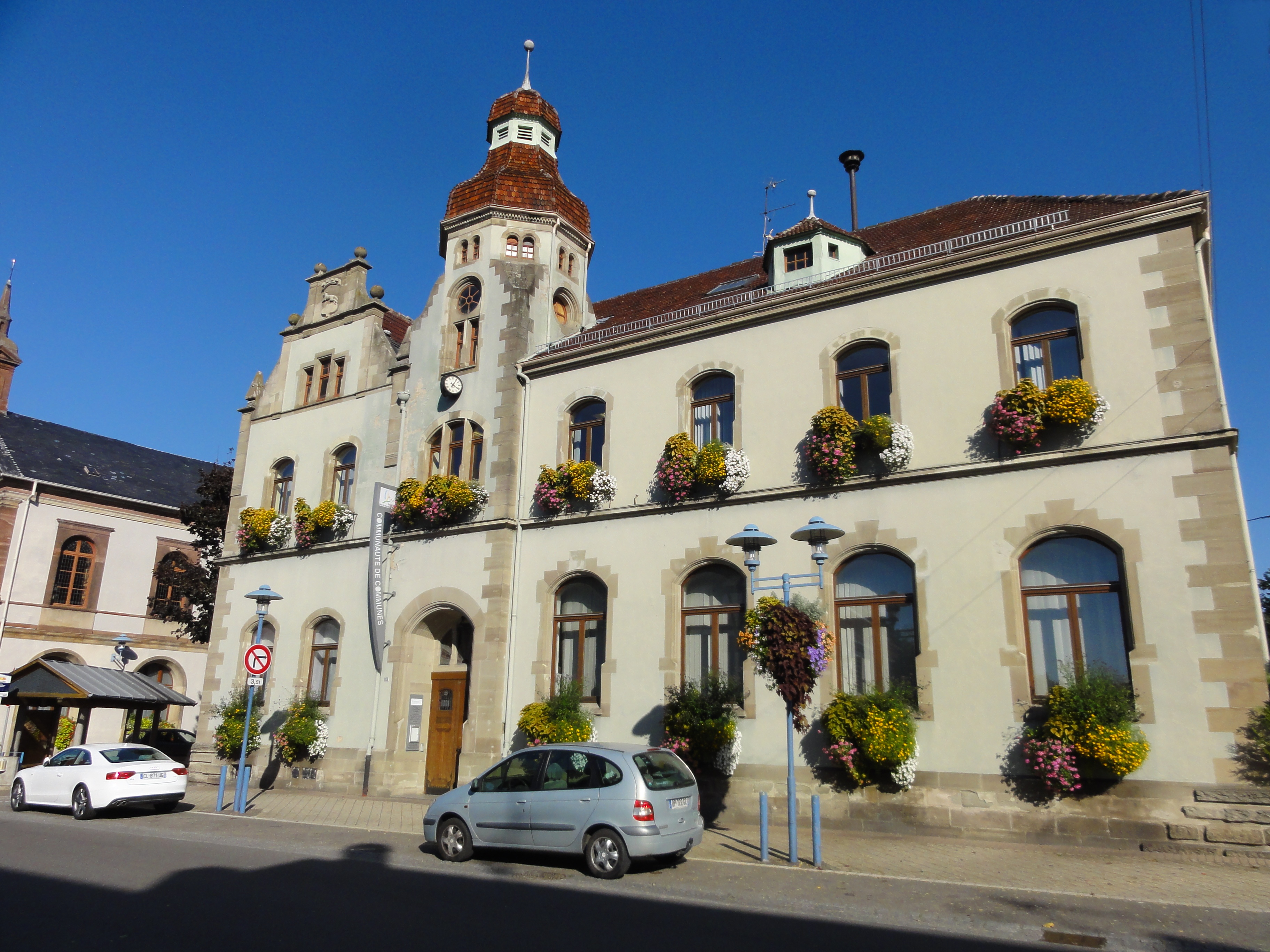
Старое здание мэрии
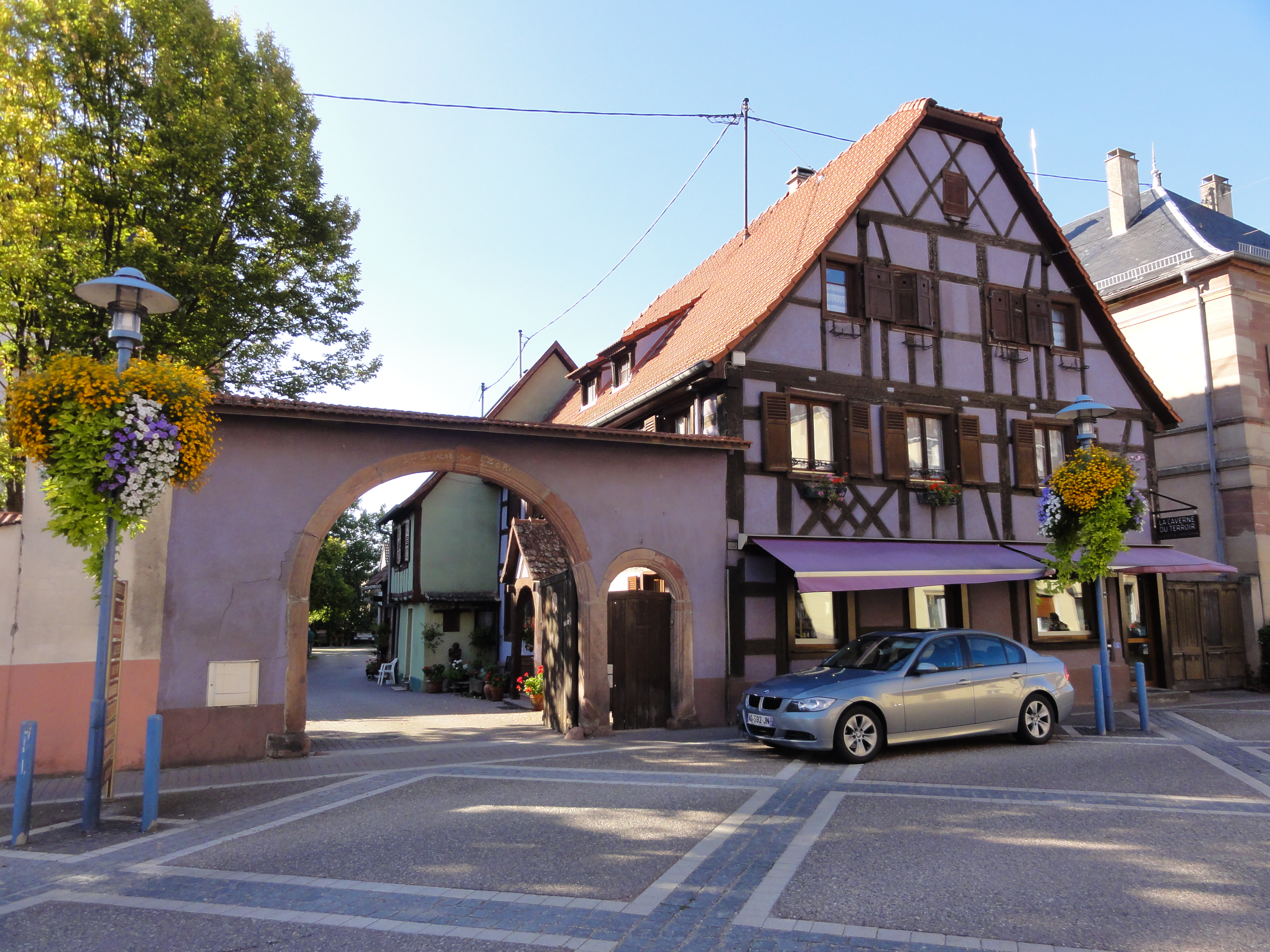
Фахверковый дом
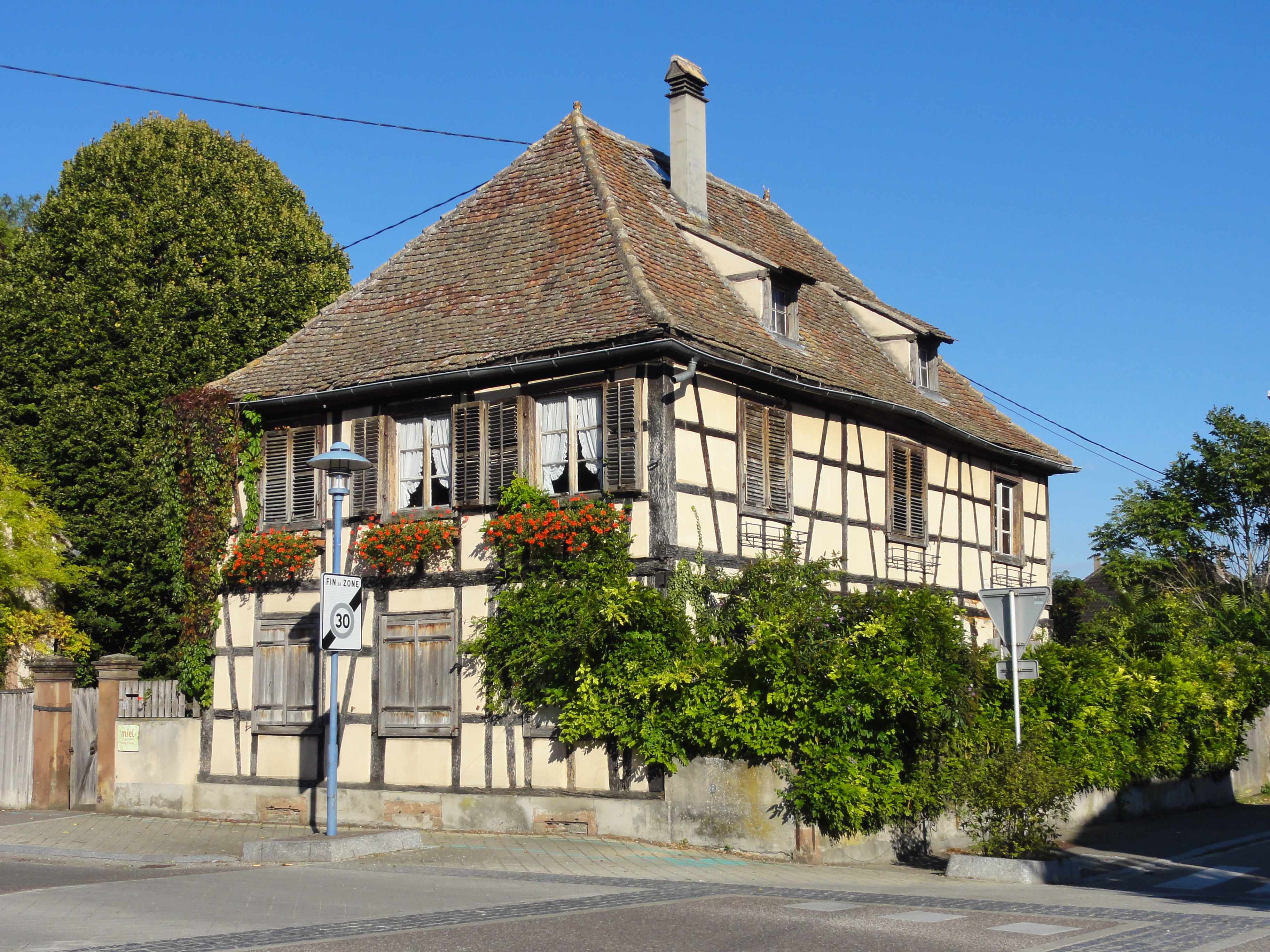
Фахверковый дом
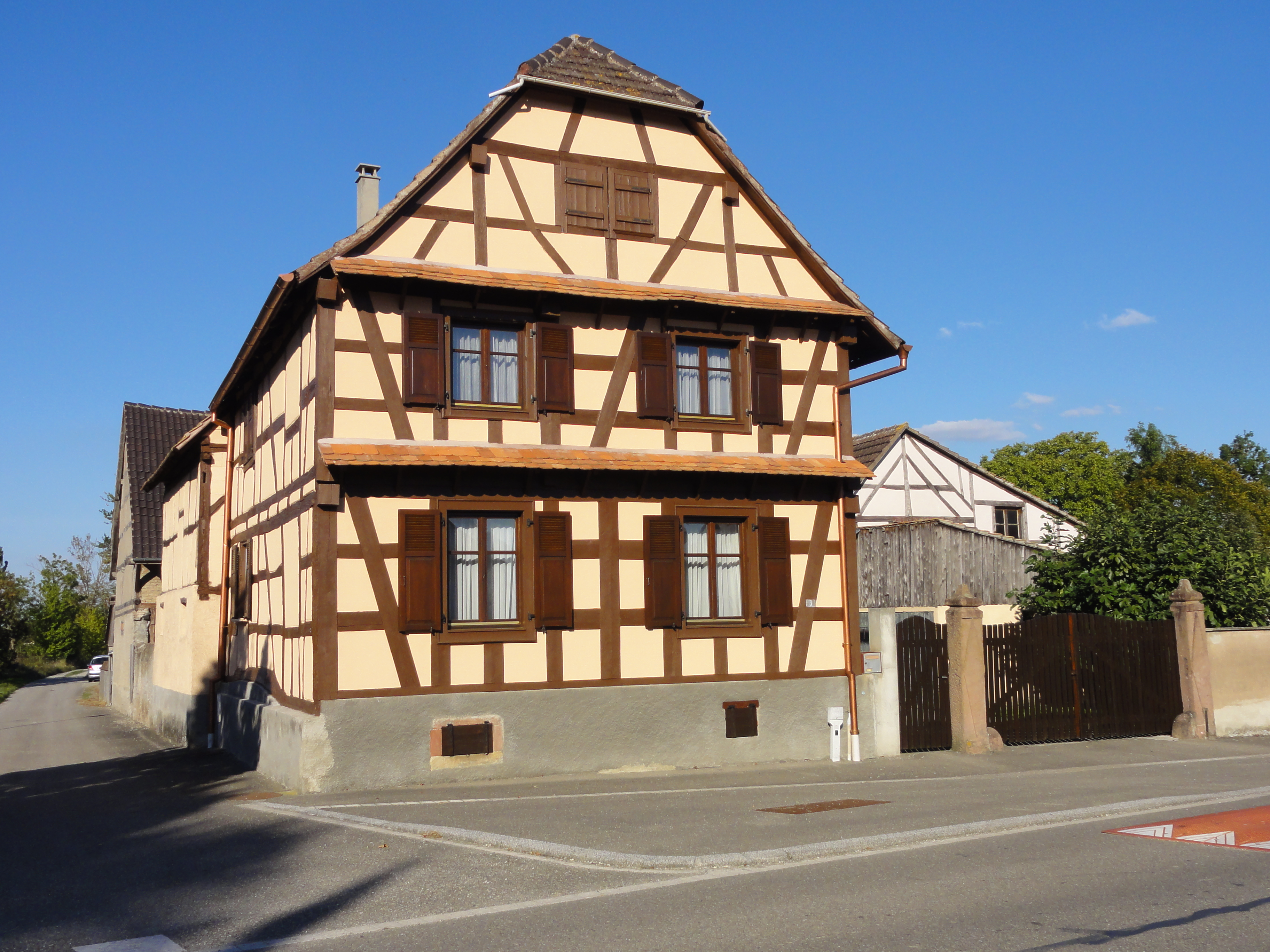
Фахверковый дом
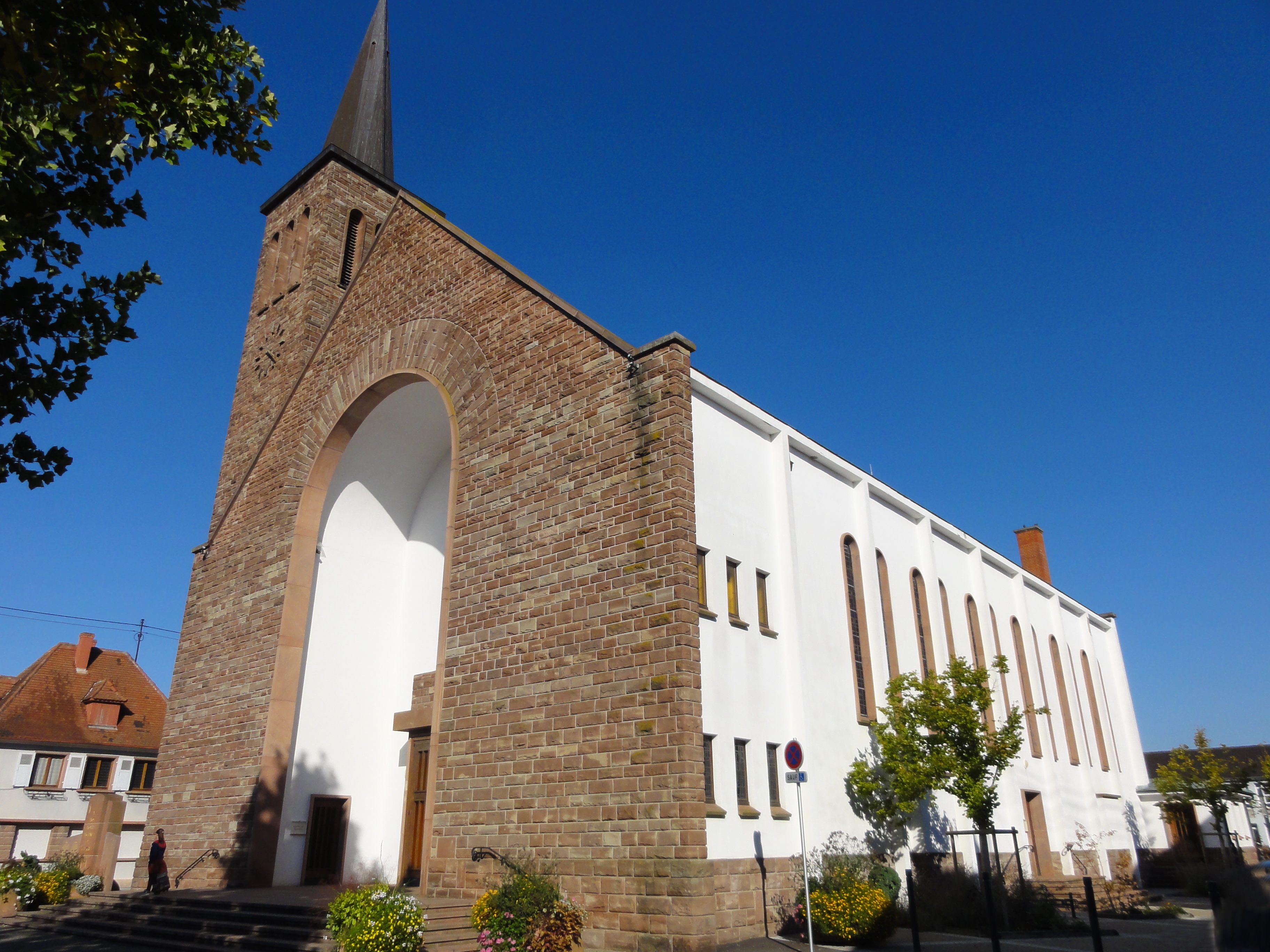
Церковь святого Георгия
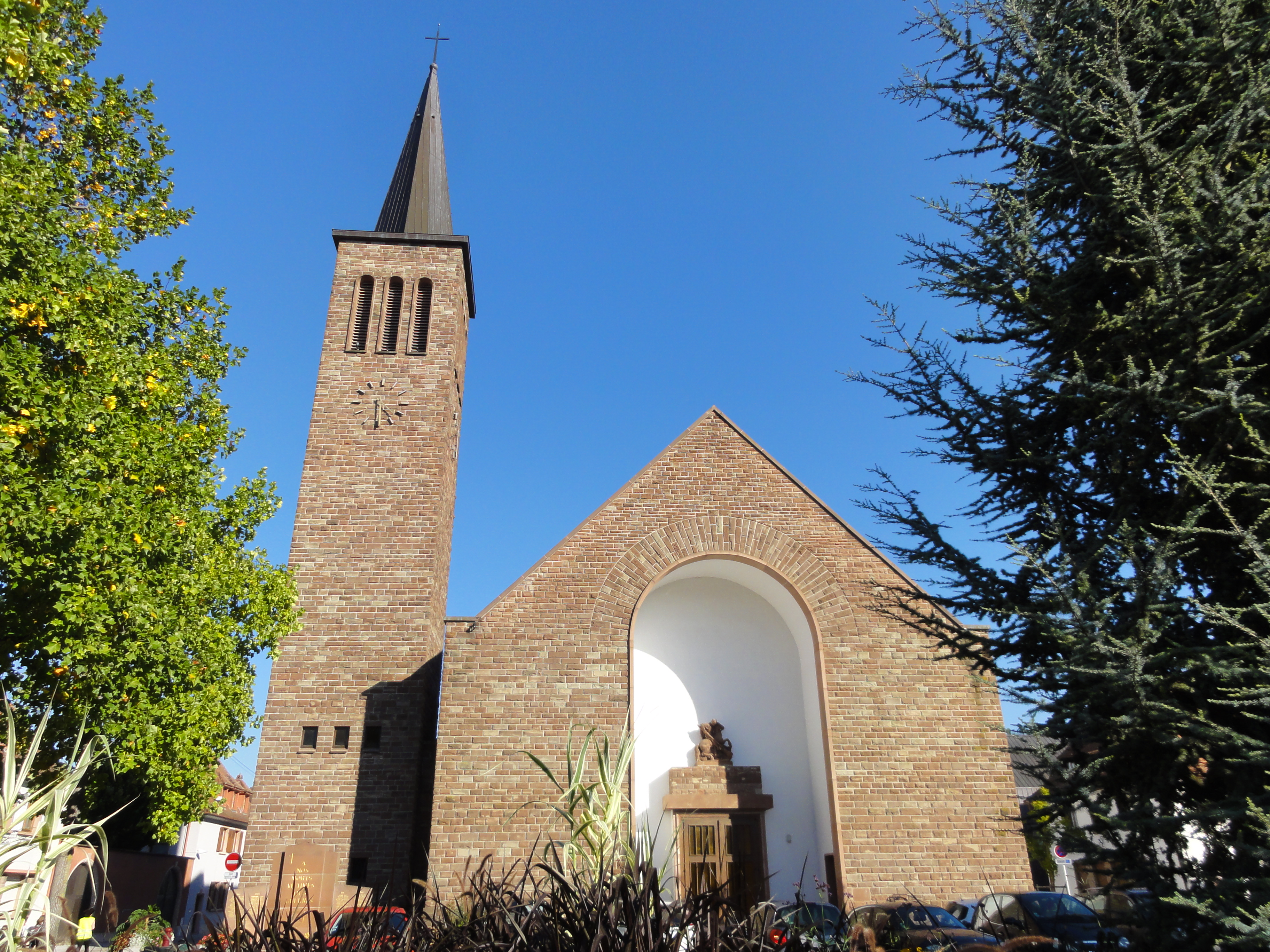
Колокольня
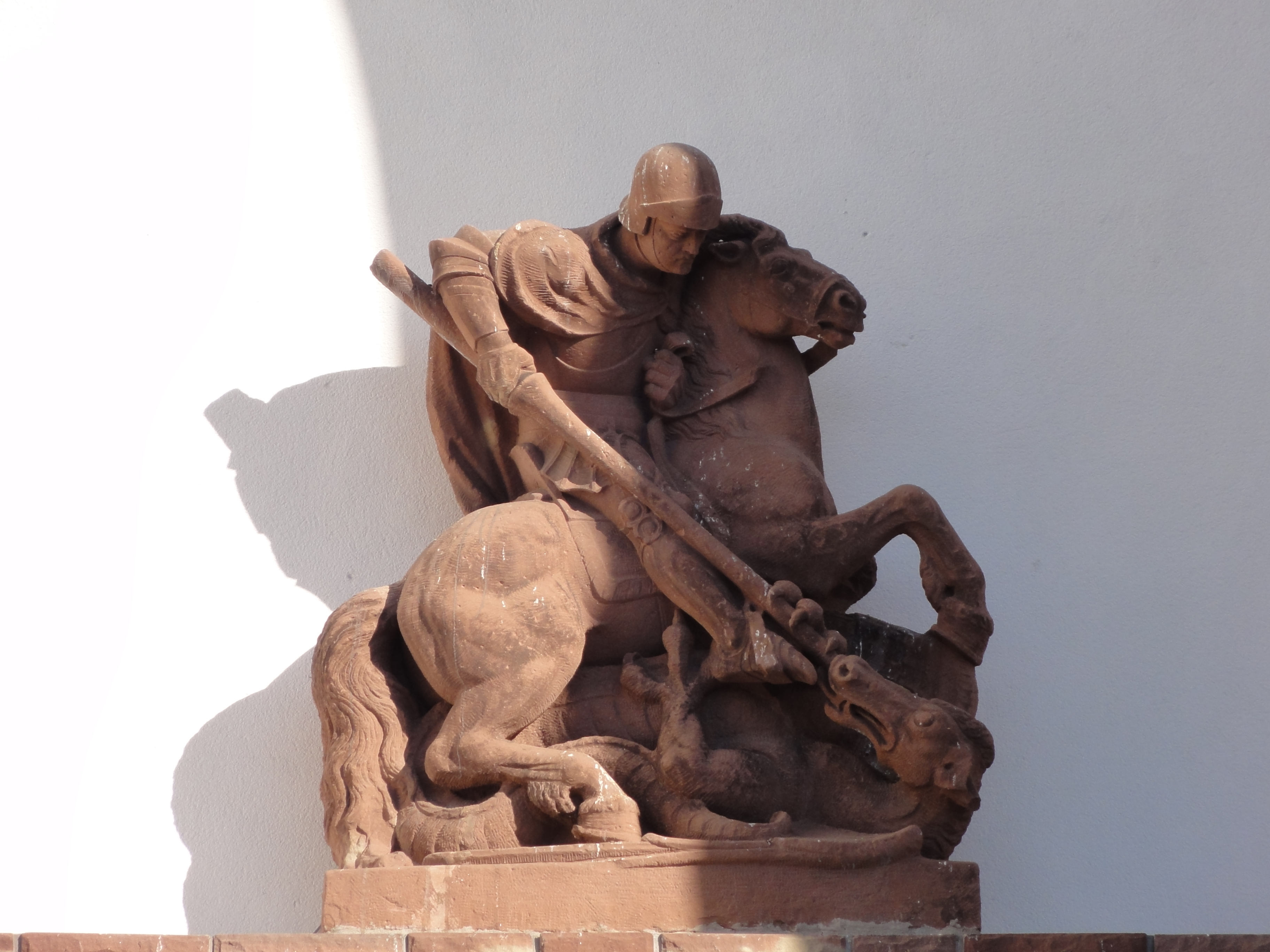
Статуя святого Георгия
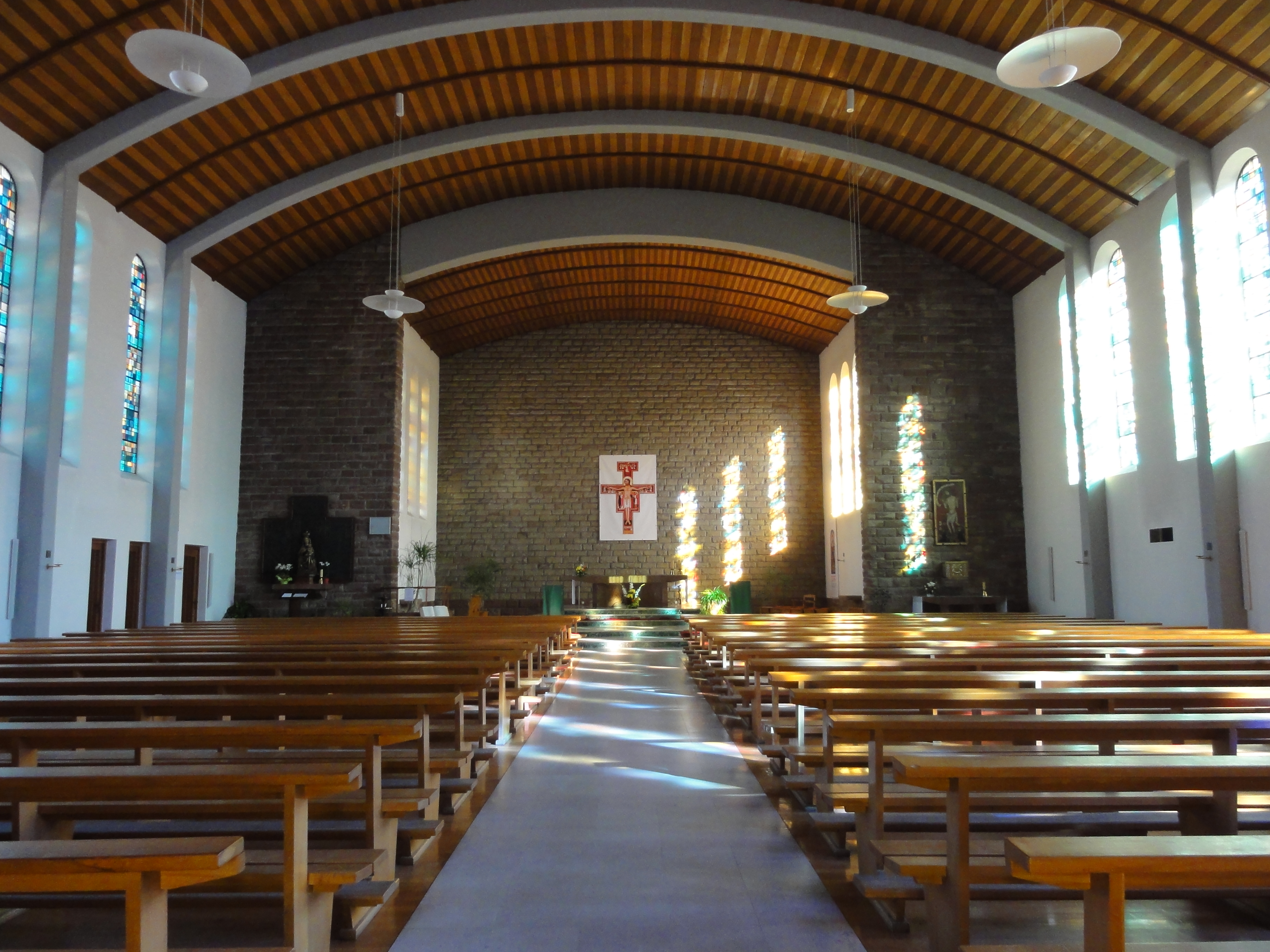
Интерьер
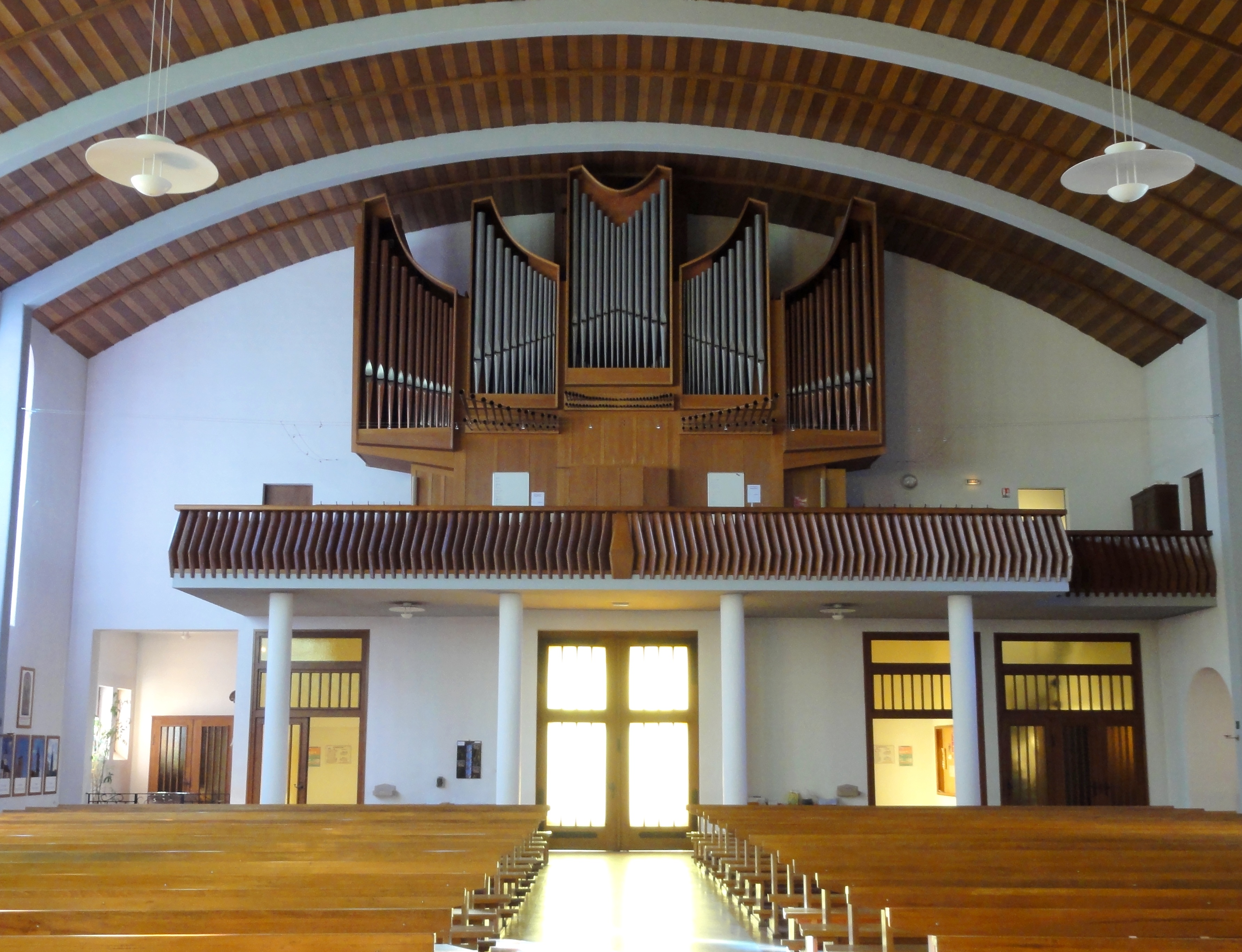
Интерьер, вид на орган
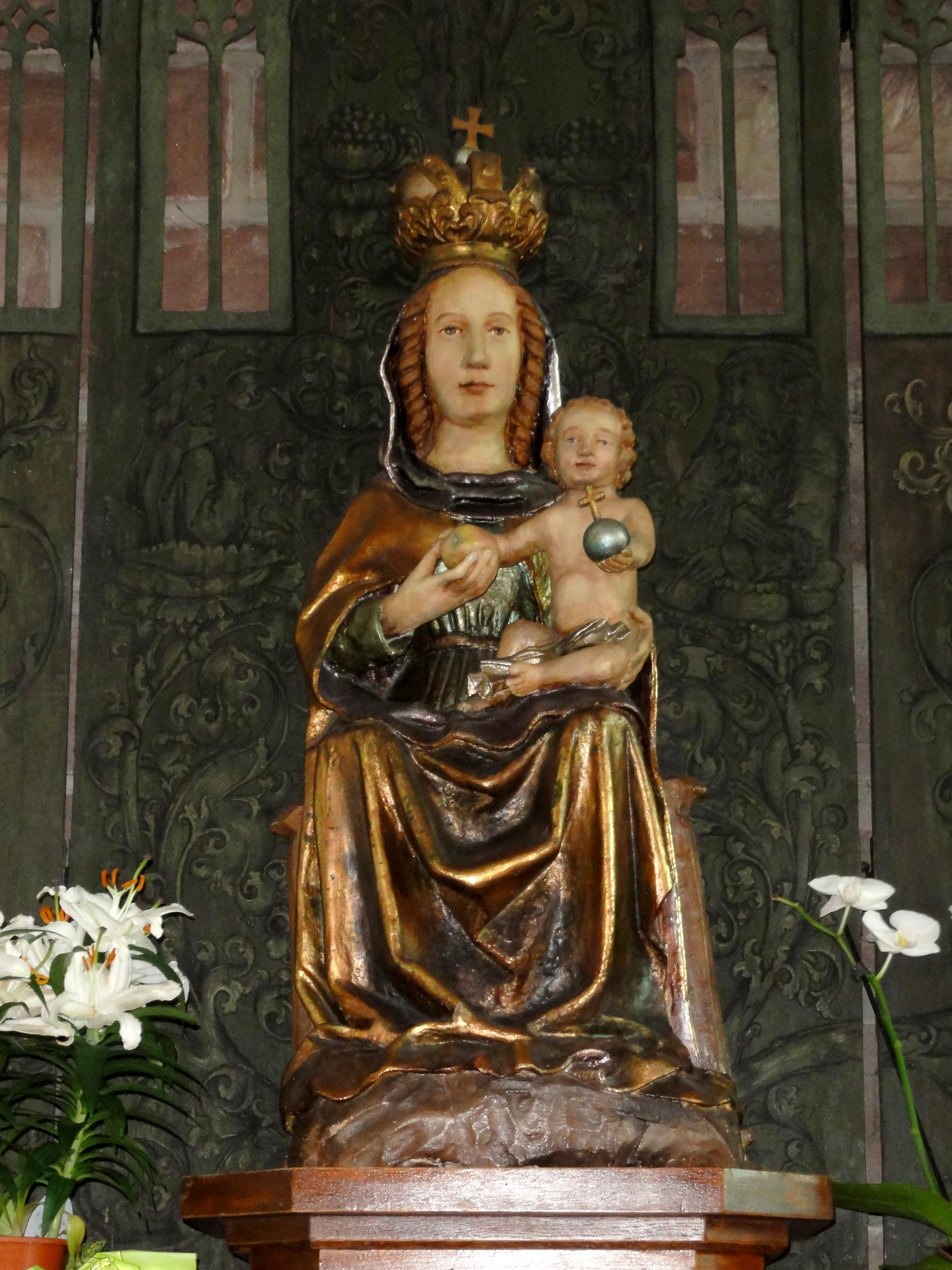
Статуя мадонны
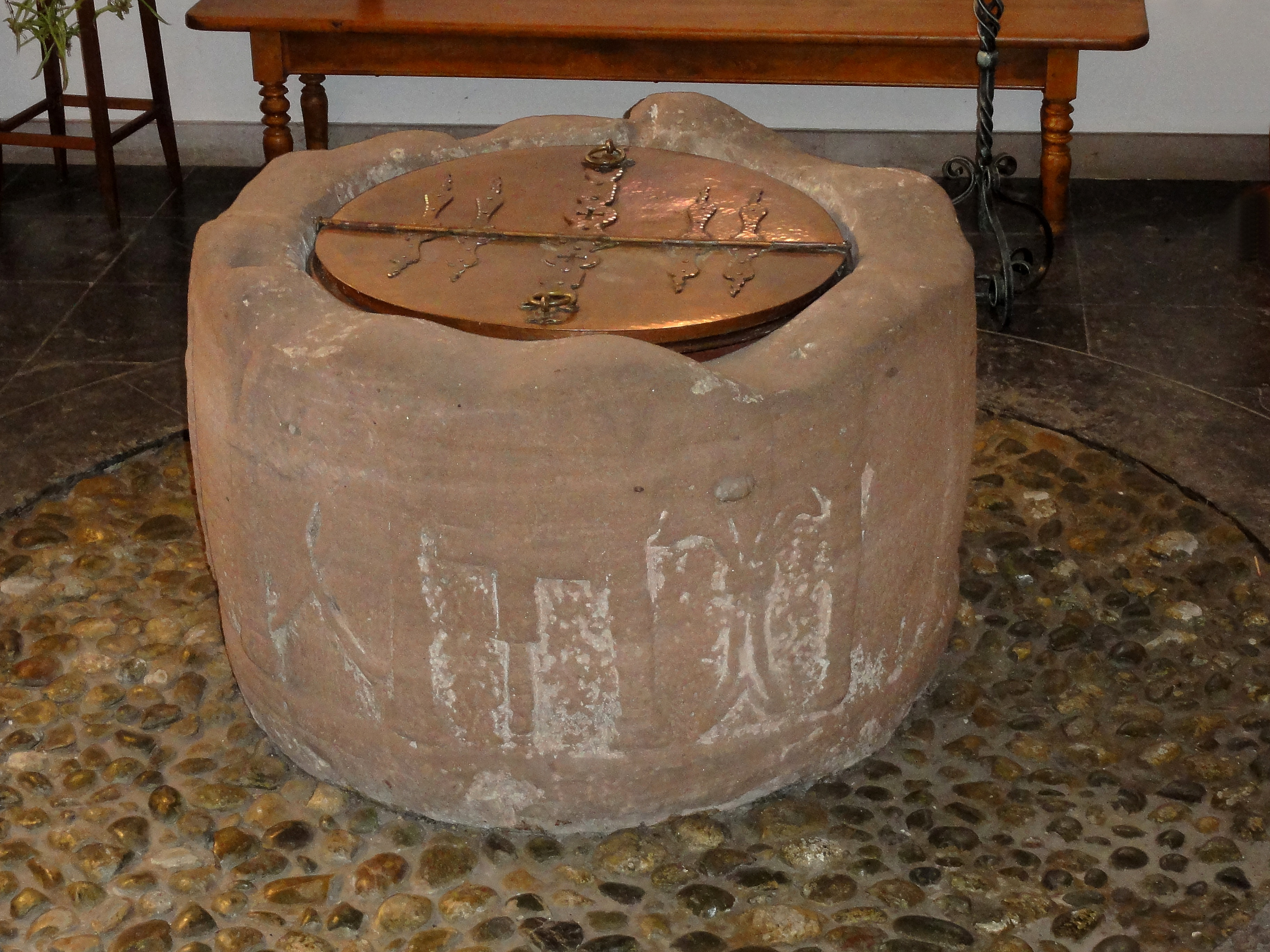
Римская купель
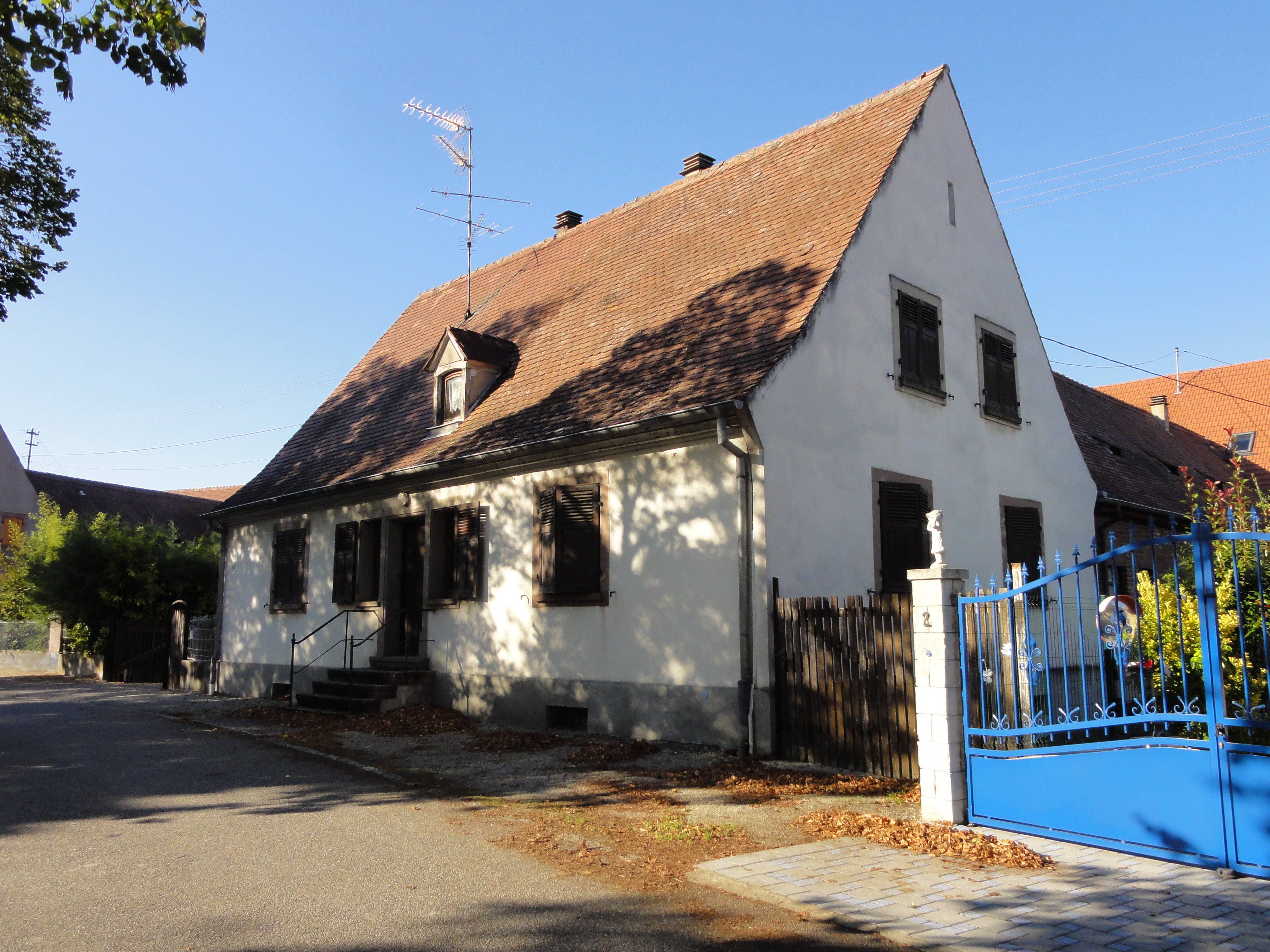
Старый дом